# Tylophora tridactylata
Tylophora tridactylata är en oleanderväxtart som beskrevs av Goyder. Tylophora tridactylata ingår i släktet Tylophora och familjen oleanderväxter. Inga underarter finns listade i Catalogue of Life.